# Mweka flygplats
Mweka flygplats är en flygplats vid orten Mweka i Kongo-Kinshasa. Den ligger i provinsen Kasaï, i den centrala delen av landet, 700 km öster om huvudstaden Kinshasa. Mweka flygplats ligger 600 meter över havet. IATA-koden är MEW och ICAO-koden FZVM. Flygplatsen är i dåligt skick och används sporadiskt.